# عبدالامیر قبلان

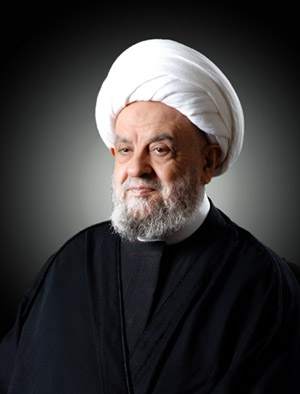
عبد الأمیر قبلان

عبد الأمیر قبلان روحانی و مجتهد شیعه، رئیس مجلس اعلای شیعیان در لبنان بود که شامگاه شنبه ۱۳ شهریورماه ۱۴۰۰ در بیروت درگذشت.

## تولد
وی در سال ۱۹۳۶ م در میس جبل در جنوب لبنان متولد شد. پدرش محمد علی قبلان و جدش موسی قبلان از علمای مطرح منطقه بودند.

## تحصیلات
قبلان تحصیلات خود را در نجف تکمیل کرد و به درجه اجتهاد رسید. از اساتید وی سید ابوالقاسم خویی، سیدمحمدباقر صدر، سیدمحسن حکیم و سید حسین حمامی قابل اشاره‌اند. همچنین وی با  سیدموسی صدر و شیخ مهدی شمس ‌‌الدین نیز ارتباطات بسیار داشت.

## خدمات عمرانی
قبلان با بازگشت به لبنان و حضور در منطقه برج البراجنه جنوب بیروت، علاوه بر فعالیت‌های دینی به ساخت نهادها و موسسات بسیار دست زد. از جمله:
1. مسجد وحسینیة الإمام الحسین (ع) در برج البراجنة.
2. مدرسة التکامل الإسلامی.
3. زایشگاه و مرکز پزشکی به نام أهل البیت.
4. دندان پزشکی.
5. ایجاد حوزه علمیه در حریک
6. آسایشگاه سالمندان
7. مدرسة وحسینیة در فرفریا از بلاد جبیل.
8. مسجد أهل البیت و حسینیة الإمام الصدر در شبریحا (قضاء صور).
9. مسجد وحسینیة در کفرا (الجنوب).
10. مسجد و حسینیة در (بیت شاما-البقاع).
11. بیمارستان
12. مدرسة دینی
13. کتابخانه عمومی

## تالیفات
1. عقیدة المؤمن عام ۱۹۵۷
2. أشعة من حیاة الرسول عام ۱۹۵۷.
3. المنافقون فی القران عام ۱۹۵۷.
4. خلق المؤمن.
5. عمل المؤمن.
6. الجدید فی قواعد اللغة العربیة.
7. کتاب الکبائر.
8. کتاب الغیبة.
9. من وحی رمضان.
10. فی قواعد الهمزة.
11. من وحی عاشوراء.
12. کیف تصلی الصلاة الصحیحة.
13. الصوم، إرادة وعزیمة وجهاد.
14. فی رحاب الإمام السجاد.
15. علی ضفاف الغدیر. در ایران چاپ شده.
16. خیر الکلام.
17. سلسلة رجال ومواقف.
18. شرح دعاء الإمام زین العابدین فی مکارم الأخلاق

## درگذشت
شیخ عدلاامیر قبلان، شامگاه روز سه شنبه ۱۳ شهریورماه ۱۴۰۰/ ۴ سپتامبر ۲۰۲۱ در بیمارستان الزهرا (س) بیروت درگذشت.  درگذشت او با واکنش سران احزاب مختلف لبنان از جمله حسن دیاب نخست وزیر، نبیه بری رئییس پارلمان و سعد حریری . مجلس اعلای شیعیان لبنان مواجه شد. نبیه بری از او به عنوان شخصیتی ملی که خود را وقف وحدت لبنان کرد و مسیر موسی صدر را ادامه داد یاد کرد.